# Кавано, Бретт
Бретт Майкл Ка́вано (англ. Brett Michael Kavanaugh; род. 12 февраля 1965, Вашингтон, США) — американский юрист; судья Верховного суда США с 6 октября 2018 года, номинированный президентом Дональдом Трампом. В 2006—2018 годах — судья Апелляционного суда по округу Колумбия, был номинирован на должность президентом Джорджем Бушем мл.
9 июля 2018 года был представлен президентом Дональдом Трампом к назначению в Верховный суд США. 6 октября его кандидатура была утверждена Сенатом США со счетом 50:48.

## Биография
Родился в Вашингтоне, вырос в городе Бетесда, штат Мэриленд. Католик. Учился в Джорджтаунской подготовительной школе.
В 1987 году получил степень бакалавра искусств в Йельском университете, входил в состав общества Delta Kappa Epsilon. В 1990 году Кавано окончил со степенью доктора Йельскую школу права. Кавано работал на судью Уолтера Кинга Стэплтона из Апелляционного суда третьего округа, позже был помощником судьи Алекса Козински из Апелляционного суда девятого округа, работал с генеральным солиситором Соединенных Штатов Кеннетом Старом (в том числе принимал участие в расследовании сексуального скандала с Моникой Левински и Биллом Клинтоном). Кавано — бывший помощник судьи Верховного суда США Энтони Кеннеди.
Кавано был партнёром юридической фирмы Kirkland & Ellis.
Секретарь аппарата Белого дома при президенте Буше-младшем (2003—2006).
С 2006 года работает судьёй в Апелляционном суде США по округу Колумбия (представлен на эту должность президентом Джорджем Бушем-младшим).
9 июля 2018 года был представлен президентом Трампом к назначению в Верховный суд США (вместо ушедшего на пенсию судьи Энтони Кеннеди), был утвержден Сенатом 6 октября того же года. 9 октября он приступил к своим обязанностям.

## Семья
Родители: отец — предприниматель Эверетт Эдвард Кавано, мать — судья Марта Кавано, по обеим ветвям происхождение ирландское.
Женат на Эшли Кавано. Двое детей — Лиза и Маргарет.

## Сексуальный скандал 2018 года
16 сентября 2018 года, профессор психологии Кристин Форд обвинила Кавано в сексуальных домогательствах и попытке изнасилования. По её словам это произошло на вечеринке в начале 1980-х годов, когда они были несовершеннолетними подростками (Кавано тогда было 17 лет, Форд — 15). Кавано отверг обвинения, заявив, что в тот день был в другом месте, о чём свидетельствует его сохранившийся дневник. В течение той же недели ещё две женщины сообщили о домогательствах со стороны Кавано.
27 сентября 2018 года Кавано и Форд свидетельствовали о данных происшествиях перед Конгрессом США, а 28 сентября сенатская комиссия проголосовала за передачу вопроса на голосование в сенат с недельной задержкой, чтобы ФБР могло дополнить проверку кандидата и представить результаты расследования сенаторам (ФБР не нашло свидетельств вины Кавано). 5 октября началось рассмотрение в Сенате, 6 октября сенат проголосовал за назначение.
Скандал продолжался в течение 2019 года. Лиланд Кейзер, которая была подругой Кристин Форд и присутствовала на той вечеринке, сообщила, что она не помнит ни присутствия Кавано, ни сексуального насилия. Согласно статье в The Washington Post, на Лиланд оказывалось давление, чтобы она свидетельствала против Кавано. В конечном итоге, Кавано остался на своём посту, а президенту Трампу удалось сохранить республиканское большинство (5 против 4) в Верховном суде США.